# Isidoro de Alexandria
Isidoro de Alexandria (/ˈɪzɪˌdɔr/ ou /ˈɪzɪˌdoʊr/; ou Isidorus /ˌɪzɪˈdɔrəs/ ou /ˌɪzɪˈdɒrəs/, em grego:  Ἰσίδωρος; c. 450 — ca. 520) foi um filósofo egípcio ou grego e um dos últimos neoplatonistas. Viveu em Atenas e Alexandria por volta do século V se tornando o escolarca da escola de Atenas como sucessor de Marino.

## História
Isidoro, a primeira escolha de Proclo para suceder Marino, veio para Atenas exilado da Alexandria juntamente com Damáscio.
Em Atenas, estudou sob Proclo e aprendeu a doutrina de Aristóteles de Marino. De acordo com Damáscio, "Isidoro estava impressionado com a visão de Proclo, era venerável e maravilhoso de se ver, ele pensava estar vendo nele a própria face da verdadeira filosofia." Proclo por sua vez diz "maravilhar-se com a aparência de Isidoro, pois este estava possuído pelo divino e cheio de vida filosófica interior". Damáscio diz ainda que "Isidoro, além de simplicidade, ama a verdade especialmente e se compromete a ser direto além do que era necessário, e não tinha nenhuma pretensão em si mesmo.". A afirmação existente na Suda de que Isidoro era marido de Hipátia, parece ser errada, já que Isidoro nasceu muito depois da morte de Hipátia. Diz-se que Isidoro tinha uma esposa chamada Domna, que morreu cinco dias após o nascimento de seu filho, a quem deram o nome de Proclo.